# Puyo Puyo!! 20th Anniversary
Puyo Puyo!! 20th Anniversary (ぷよぷよ トゥエンティース アニバーサリー, Puyopuyo 20th anniversary) é um jogo eletrônico de quebra-cabeça; desenvolvido pela Sonic Team e publicado pela Sega, lançado para Nintendo DS em 14 de julho de 2011; à ocasião dos vinte anos da série Puyo Puyo. O jogo saiu no Wii, Nintendo 3DS e PlayStation Portable em 15 de dezembro de 2011.

## Sistema de jogo
No total, o jogo tem 20 modos de jogo, incluindo 8 novos modos e 5 modos ocultos de Puyo Puyo! 15th Anniversary. Exceto nos modos Mission e Pair Puyo, um jogador é eliminado quando ele/ela cai e o último jogador (ou lateral) de pé ganha a rodada.